# Itaguaí Futebol Clube
Itaguaí Futebol Clube foi uma agremiação esportiva de Itaguaí.
O clube disputou o Campeonato Carioca da Série B de 2014, sob uma parceria com o Tigres do Brasil, conquistando a Taça Corcovado. Logo depois foi extinto.